# Sandō

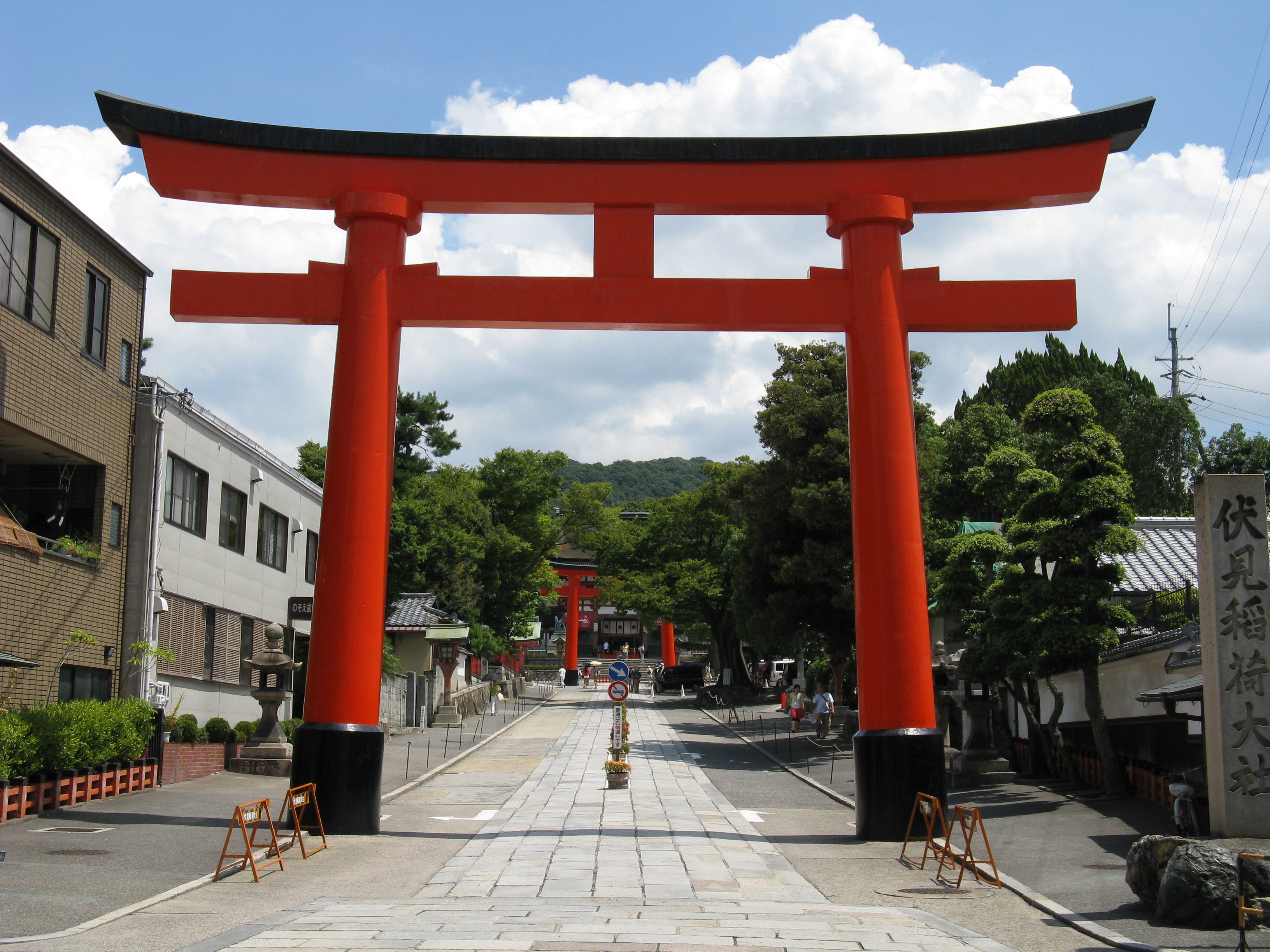
Le sandō à Fushimi Inari-taisha (Kyoto).

En architecture japonaise, un sandō (参道, « route de visite ») est la route qui mène à un sanctuaire shinto ou à un temple bouddhiste.

## Description
Son point de départ est généralement enjambé dans le premier cas par un torii shinto et, dans le second cas, par un sanmon bouddhiste, porte qui indique le début du territoire du sanctuaire ou du temple. Il peut aussi y avoir des lanternes de pierre et d'autres décorations à tout point au long de son parcours.
Le sandō est en général recouvert de gravier ou d’un pavage de pierre. Sa partie centrale est parfois considérée réservée aux déplacements des divinités. Le sandō des sanctuaires les plus anciens est en général bordé par de grands arbres qui délimitent l'entrée de la forêt sacrée où résident les divinités.
Un sandō peut également s'appeler omote-sandō (表参道, « sandō de devant »), s'il s'agit de l'entrée principale, ou ura-sandō (裏参道, « sandō arrière ») s'il s'agit d'un point d'accès secondaire. Le fameux arrondissement Omotesandō de Tokyo tient son nom de la proche voie d'accès au Meiji-jingū. Il a aussi existé un ura-sandō.

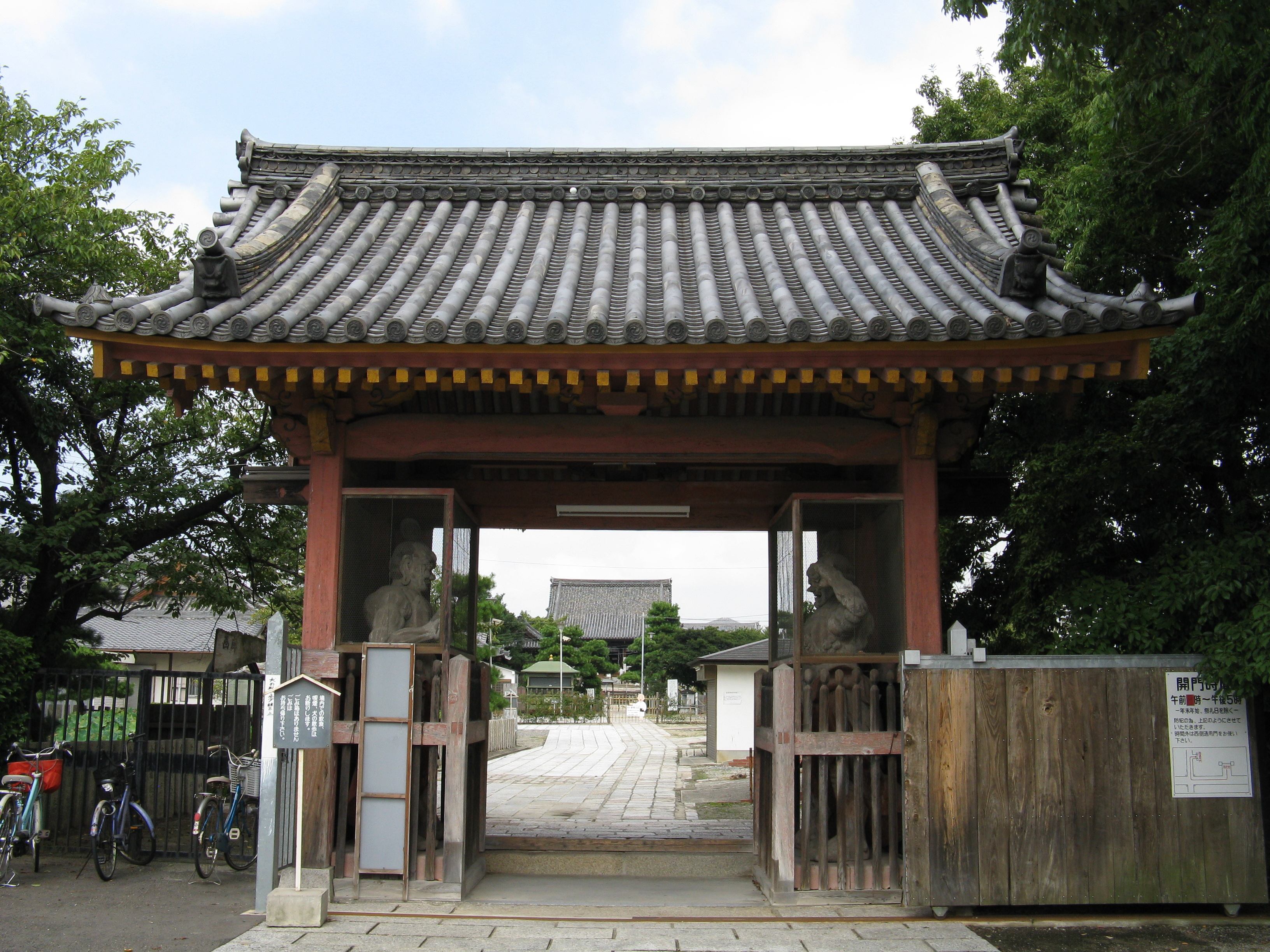
Sandō bouddhiste.
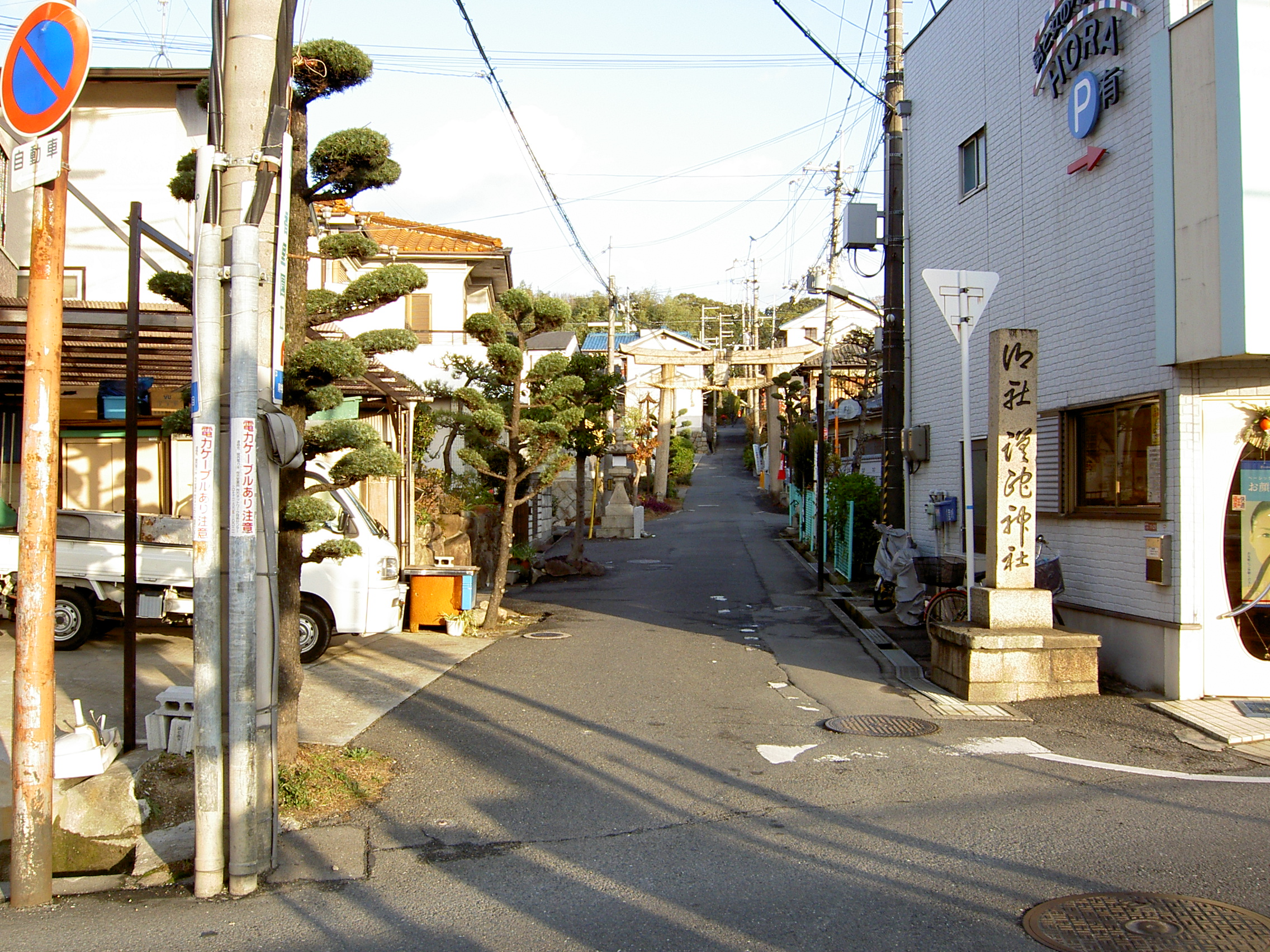
Sandō à Osaka.
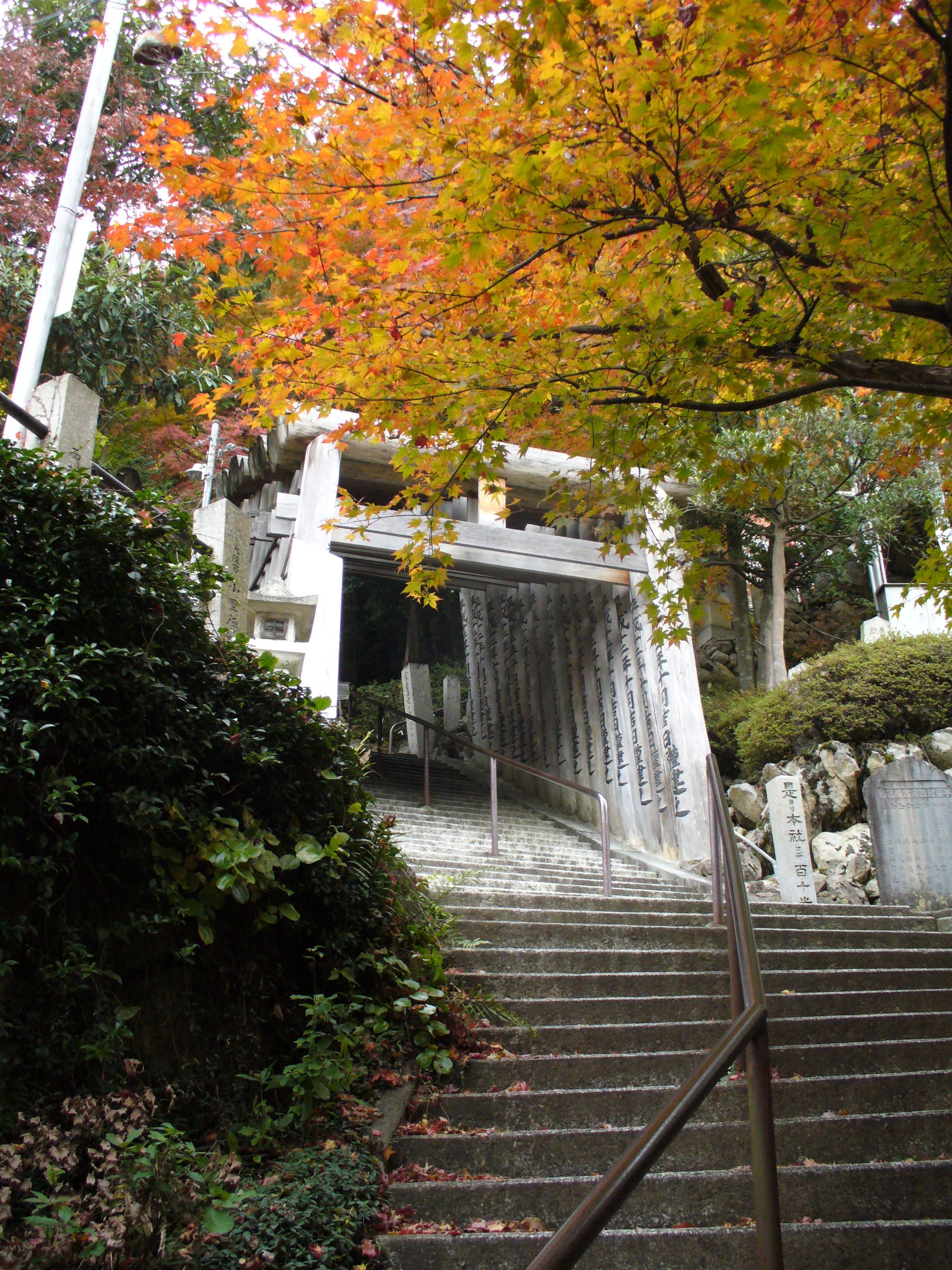
Sandō avec des marches.
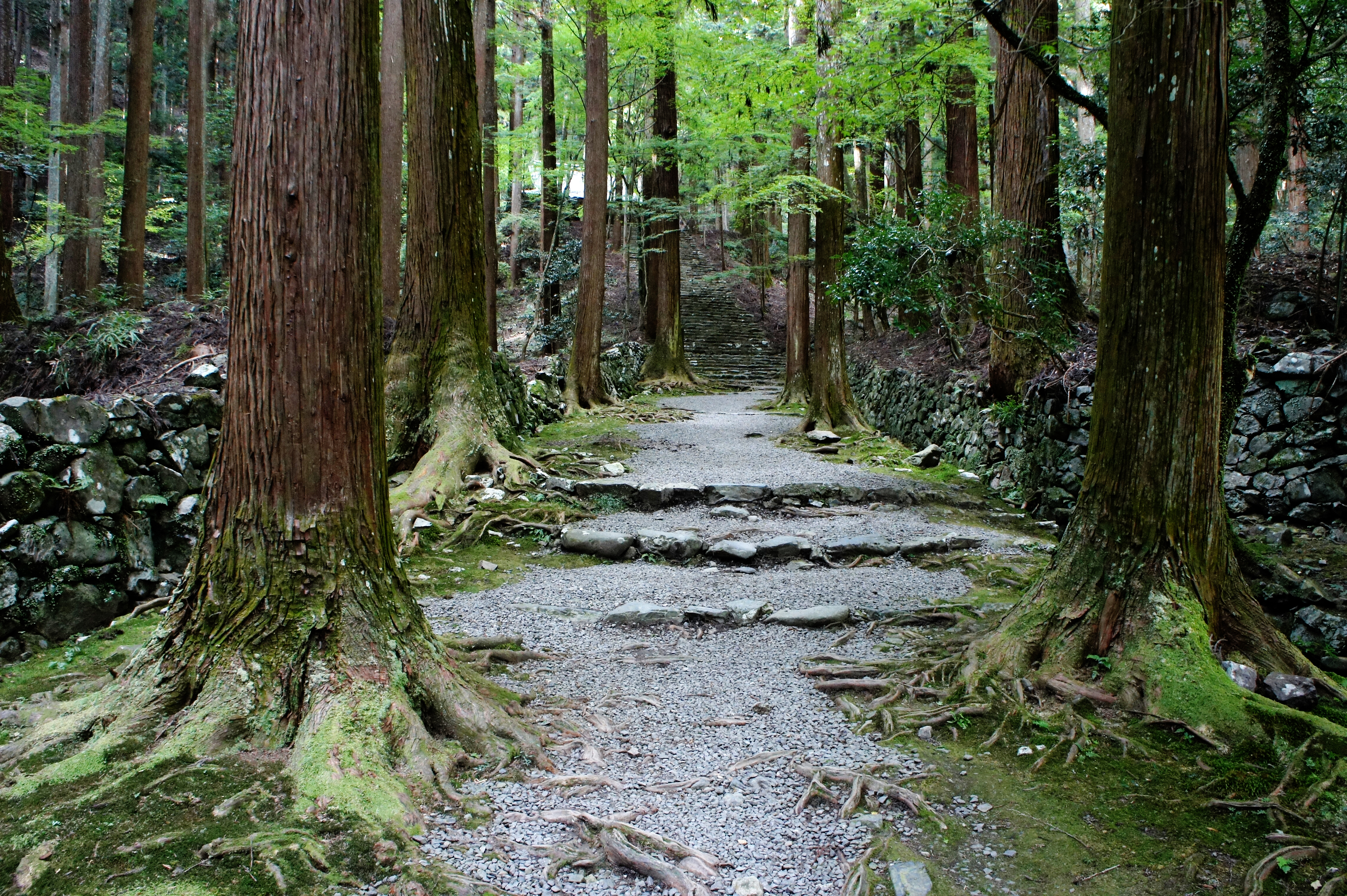
Le sandō de Kōzan-ji (Kyoto).